# Poropoea defilippii
Poropoea defilippii är en stekelart som beskrevs av Filippo Silvestri 1916. Poropoea defilippii ingår i släktet Poropoea och familjen hårstrimsteklar. Inga underarter finns listade i Catalogue of Life.